# Vaalermoor
Vaalermoor er en by og en kommune i det nordlige Tyskland, beliggende i Amt Schenefeld i den nordvestlige del af Kreis Steinburg. Kreis Steinburg ligger i den sydvestlige del af delstaten Slesvig-Holsten.

## Geografi
Vaalermoor ligger omkring 12 km vest for Itzehoe. Få kilometer mod vest løber Kielerkanalen, mod nordvest går Bundesstraße B431 fra Itzehoe mod Heide.